# José de Arimatea
José de Arimatea (también conocido como Joseph Abarimathia en la Edad Media) 
es un personaje bíblico que, de acuerdo con el Evangelio de Mateo 27:60, era el propietario del sepulcro en el cual fue depositado el cuerpo de Jesús de Nazaret después de su crucifixión y muerte. También adquirió la sábana con la que lo enterraron según el Evangelio de Marcos 15:46. También figura en el Evangelio de Lucas.

## José de Arimatea en el evangelio

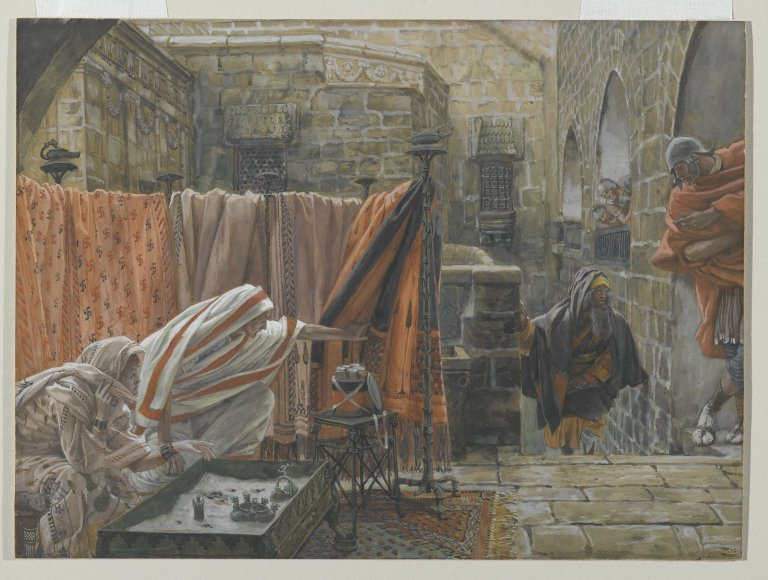
José de Arimatea busca a Pilato para pedir permiso para retirar el cuerpo de Jesús (entre 1886 y 1894), acuarela opaca sobre grafito, obra de James Tissot. Museo Brooklyn.

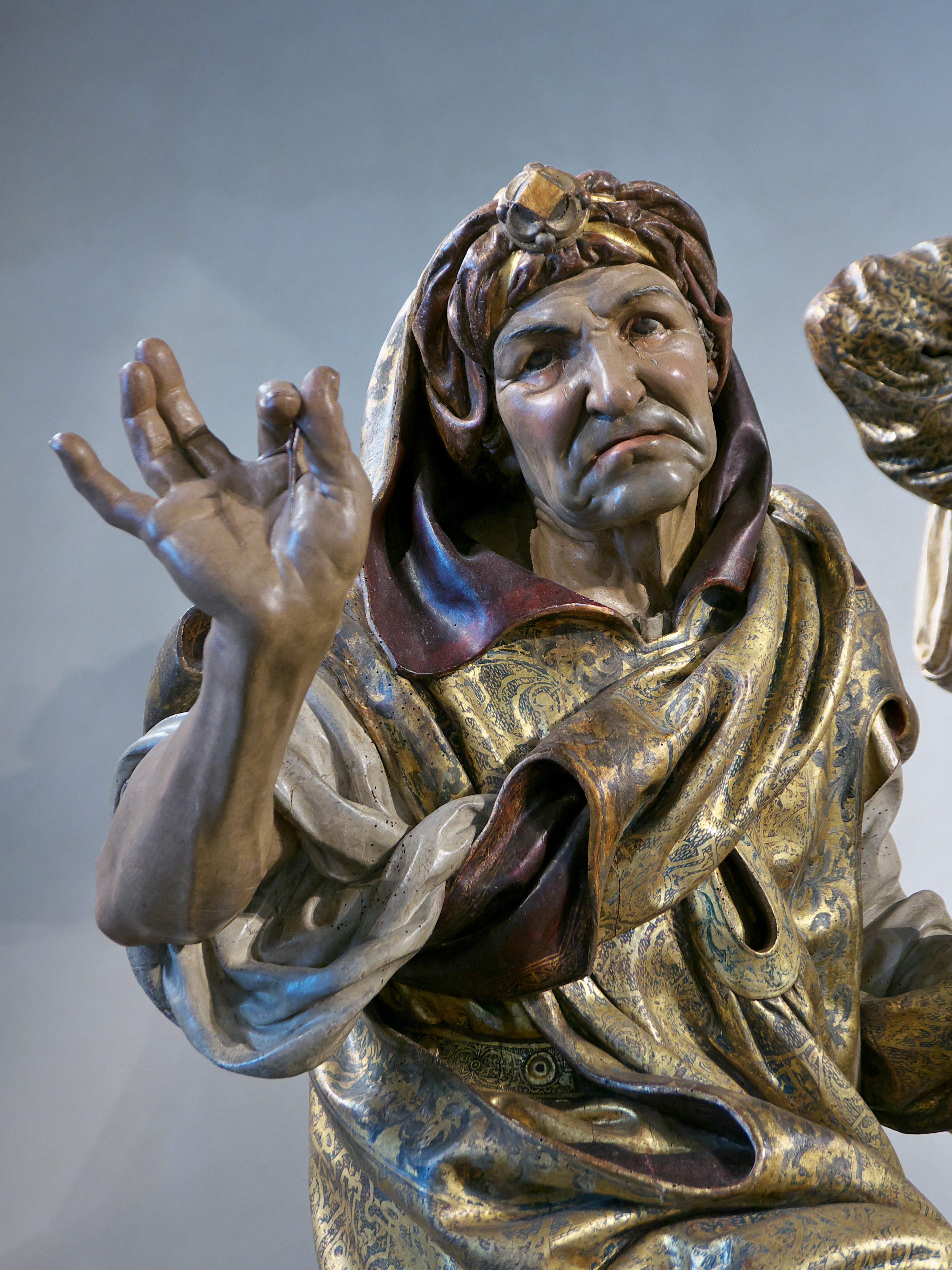
José de Arimatea en El entierro de Cristo, de Juan de Juni.

Los cuatro evangelistas coinciden en contar el mismo episodio donde intervino San José de Arimatea. Jesús acaba de morir en la cruz, Pedro renegó de Él por tres veces en público, los apóstoles se dispersan, pero este hombre solicita al procurador romano Poncio Pilato que le permita dar sepultura al cuerpo de Jesús. Con la ayuda de Nicodemo, desclava el cuerpo de la cruz y lo sepulta en su propia tumba, un sepulcro nuevo, recién excavado en la roca, donde se encuentra la basílica del Santo Sepulcro. Lo envolvieron en lienzos de lino y lo colocaron en la tumba con una gran piedra en la entrada. Por esto, la tradición católica lo tiene como patrono de embalsamadores y sepultureros.
Puede parecer una crítica del carácter de José la afirmación de que era "discípulo de Jesús, pero secretamente por miedo de los judíos" (Juan 19:38), pero el Evangelio de Juan incluyó el evento. De hecho, los otros tres evangelios lo caracterizan benevolentemente. Un «hombre rico» según San Mateo; un hombre «ilustre» según San Marcos; «persona buena y honrada» según San Lucas; «...que era discípulo de Jesús» según San Mateo, «pero clandestino por miedo a las autoridades judías», según San Juan. Marcos comienza señalando que José, compartiendo la visión de la venida del Reino de Dios (lo cual Lucas 23:51 repite), entró "osadamente" a pedirle el cuerpo de Jesús a Pilato (15:43). Lucas añade que este varón "no había consentido en el acuerdo ni en los hechos" de los líderes religiosos.
Marcos y Lucas le llaman un  βουλευτής (miembro del concilio), lo que significa que era miembro del Sanedrín, el tribunal supremo de los judíos.

## En leyendas medievales
De acuerdo con leyendas medievales, José de Arimatea era hermano menor de Joaquín, el padre de la Virgen María, lo que lo convierte en tío abuelo de Jesús.[cita requerida] Se convirtió en tutor del nazareno después de la temprana muerte de San José, el esposo de María. Se dice también que fue decurión del Imperio romano, una especie de ministro, encargado de las explotaciones de plomo y estaño.
Para la Edad Media se crearon leyendas que le atribuyen el traslado del Sudario, el Grial y otras reliquias desde la ciudad de Jerusalén a otros sitios en la cuenca del Mediterráneo. El primero en desarrollar esta idea fue Robert de Boron en su poema Joseph d'Arimathe (José de Arimatea).
Dwight L. Moody observó que los evangelios canónicos raramente recuentan los mismos relatos; sin embargo, el relato de José de Arimatea y su esfuerzo por conseguir el cuerpo de Jesús para darle sepultura es narrado en todos ellos: Mateo 27, 57-60; Marcos 15, 43-46; Lucas 23, 50-55; y Juan 19: 38-42.

## José de Arimatea y la leyenda del Santo Grial
Según la leyenda, también recogió la sangre de Cristo con el Santo Grial, en el Gólgota (en hebreo GOLGOT: «cráneo» o «calavera»), lugar donde fue crucificado; aunque otra versión, en los evangelios apócrifos, indica que la sangre la recogió en el propio sepulcro. Estos evangelios también señalan que el lugar donde se realizara la última cena era propiedad de José de Arimatea.
Tras la resurrección de Jesús, José fue encarcelado, acusado por los judíos de haber sustraído el cuerpo de su sepulcro. Se le encerró en una torre, donde recibió la visión del Cristo resucitado y la revelación del Misterio del que el Santo Grial es símbolo. «Tú custodiarás el Grial y después de ti aquellos que tú designarás», habrían sido las palabras de Jesús.
Después de ser liberado, y debido a la persecución de los judíos en Jerusalén, un grupo de cristianos embarcó en uno de los barcos de José y navegaron hasta las costas de Francia en el Mediterráneo. Acompañaban a José, entre otros, María Magdalena, Marta, María Salomé (madre de los apóstoles Juan el Evangelista y Santiago el Mayor), María Jacobé (madre de los apóstoles Santiago el Menor, Simón el Zelote, Judas Tadeo y José Barsabás), Marcial y Lázaro. Se convirtieron en los primeros evangelizadores de la zona.
Guillermo de Malmesbury en su Hechos de Los Reyes Ingleses narra que José llegó a las islas británicas en el año 63, estableciéndose en la ciudad de Glastonbury, donde fundó la primera iglesia británica, consagrada a la Virgen, y adonde, según leyendas de la Edad Media, llevó el Santo Grial. Es así como el cristianismo se afincó en medio de los bretones de manera que cuando san Agustín fue enviado por Roma a establecer allí la Iglesia, se sorprendió al ver una comunidad cristiana arraigada y bien organizada, con obispos y fieles que daban testimonio del Evangelio de Cristo entre ellos.

## Declaración de José de Arimatea
José de Arimatea es protagonista de la apócrifa Declaración de José de Arimatea, escrita en primera persona, en la que se reivindica como responsable del descendimiento y entierro de Cristo, en ese escrito aparecen los nombres de los dos ladrones que fueron crucificados con Jesús de Nazaret: Dimas y Gestas. Narra también el cautiverio al que fue sometido por el Sanedrín por haberese encargado del entierro de Jesús. Estas represalias son también referidas en el Evangelio de Nicodemo.

## Festividad litúrgica
Su festividad en el santoral católico se celebraba el 17 de marzo, dato que se conserva en el sinasario griego. Después se pasó a celebrar el 31 de agosto junto a san Nicodemo. En la iglesias de rito oriental se festeja el 31  de julio y en la iglesia anglicana el 1 de agosto.